# Hokejaška liga Srbije
Hokejaška liga Srbije – serbskie rozgrywki ligowe w hokeju na lodzie.

## Drużyny w sezonie 2014/2015
- HK Crvena zvezda Belgrad
- HK Partizan Belgrad
- HK Vitez Belgrad
- HK Beostar Belgrad
- Tisa Bolan Segedyn (Węgry)

Byli uczestnicy
- HK Vojvodina Nowy Sad
- HK Novi Sad
- HK Beograd
- HK Stars
- HK Spartak Subotica

## Mistrzowie
- 1992: HK Crvena zvezda Belgrad
- 1993: HK Crvena zvezda Belgrad
- 1994: HK Partizan Belgrad
- 1995: HK Partizan Belgrad
- 1996: HK Crvena zvezda Belgrad
- 1997: HK Crvena zvezda Belgrad
- 1998: HK Vojvodina Nowy Sad
- 1999: HK Vojvodina Nowy Sad
- 2000: HK Vojvodina Nowy Sad
- 2001: HK Vojvodina Nowy Sad
- 2002: HK Vojvodina Nowy Sad
- 2003: HK Vojvodina Nowy Sad
- 2004: HK Vojvodina Nowy Sad
- 2005: HK Crvena zvezda Belgrad
- 2006: HK Partizan Belgrad
- 2007: HK Partizan Belgrad
- 2008: HK Partizan Belgrad
- 2009: HK Partizan Belgrad
- 2010: HK Partizan Belgrad
- 2011: HK Partizan Belgrad
- 2012: HK Partizan Belgrad
- 2013: HK Partizan Belgrad
- 2014: HK Partizan Belgrad
- 2015: HK Partizan Belgrad
- 2016: HK Partizan Belgrad
- 2017: HK Belgrad
- 2018: HK Crvena zvezda Belgrad